# Tyler Schmitt
Pour les articles homonymes, voir Schmitt.
(en) Statistiques sur pro-football-reference
Tyler Schmitt, né le 16 septembre 1986 à Peoria (Arizona), est un joueur américain de football américain évoluant au poste de Long snapper.
Étudiant à l'Université d'État de San Diego, il joua pour les San Diego State Aztecs. Il participa occasionnellement comme linebacker pour des raisons d'effectifs. Il avait la réputation de ne jamais manquer ses snaps.
Il fut drafté en 2008 à la 189e place (sixième round) par les Seahawks de Seattle. Il est le premier long snapper à être drafté, ce poste de spécialiste étant habituellement occupé par un joueur ayant une autre position. Peu d'équipe peuvent donc avoir un tel spécialiste puisqu'il occupe une place dans l'effectif.